# Javier Hernández Hernández
Javier Ricardo Hernández Hernández (Osorno, 7 de agosto de 1954) es un médico veterinario y político chileno, miembro de la Unión Demócrata Independiente (UDI). Se desempeñó como diputado por el distrito N.° 25.
En 2001 fue elegido diputado de la República de Chile por el distrito N.º 55 (Osorno, San Juan de la Costa y San Pablo, X Región de Los Lagos) para el período 2002-2006, siendo reelecto en 2005, 2009, y 2013.

## Biografía

### Estudios
Realizó sus estudios en la Alianza Francesa y el Liceo de Hombres de Osorno. Ingresó a la Universidad Austral de Chile titulándose en medicina veterinaria.

### Carrera política
En 2001 fue elegido Diputado de Chile por el Distrito N.º 55 (Osorno, San Juan de la Costa y San Pablo, X Región de Los Lagos) para el período 2002-2006, siendo reelecto en 2005 para el período 2006-2010

## Historial electoral

### Elecciones parlamentarias de 2001
Elecciones parlamentarias de 2001 a Diputado por el distrito 55 (Osorno, San Juan de la Costa y San Pablo) 

### Elecciones parlamentarias de 2005
Elecciones parlamentarias de 2005 a Diputado por el distrito 55 (Osorno, San Juan de la Costa y San Pablo) 

### Elecciones parlamentarias de 2009
Elecciones parlamentarias de 2009 a Diputado por el distrito 55 (Osorno, San Juan de la Costa y San Pablo) 

### Elecciones Parlamentarias de 2013
- Elecciones parlamentarias de 2013 a Diputado por el distrito 55 (Osorno, San Juan de la Costa y San Pablo)[5]

### Elecciones parlamentarias de 2017
- Elecciones parlamentarias de 2017 a Diputado por el distrito 25 (Fresia, Frutillar, Llanquihue, Los Muermos, Osorno, Puerto Octay, Puerto Varas, Puyehue, Purranque, Río Negro, San Juan de la Costa y San Pablo)[6]

### Elecciones parlamentarias de 2021
- Elecciones parlamentarias de 2021 para senador por la 13° Circunscripción, Región de Los Lagos.[7]